# Elyane Bonneau
Pour les articles homonymes, voir Bonneau.
Éliane Roberte Gisèle Bonneau, née à Courtenay (Loiret) le 20 mars 1927 et morte à Nice le 28 mai 2017, est une coureuse cycliste française qui a détenu à trois reprises le record du monde non officiel de l'heure sur piste féminin entre 1947 et 1950.

## Biographie
Son père est garagiste à Clamart ; Elyane Bonneau est manucure rue Taitbout à Paris.
Débutante, elle signe plusieurs victoires sur piste, à Reims notamment, et sur route à Colombes. Le 15 octobre 1947, au vélodrome Buffalo, Elyane Bonneau s'attaque aux records F.S.G.T. que détient sa camarade de club Andrée Régnier. Elle bat le record F.S.G.T., en réalisant 36 km 419,.
Le 21 octobre 1947 à Arcachon , elle améliore le record F.S.G.T en couvrant 36 km 956 ; le 24, elle bat le record du monde de l’heure féminin, détenue par Rolande Danné, parcourant 37 km. 564,,, ; record battu par Jeannine Lemaire en 1948.
Le 11 octobre 1948, au vélodrome de la Croix-de-Berny, elle reconquiert sont titre réalisant 37 km 944. Le 1er novembre de la même année, elle parcourt 38 km 140 au Vél' d'Hiv',.
Le 25 août 1949, Élyane Bonneau, toujours à Arcachon, réussit encore une fois à détrôner sa rivale et amie Jeannine Lemaire, en parcourant en une heure 38 km 431 malgré une crevaison, mais ce record n'est pas homologué du fait de l'absence de chronométreur officiel.
Fin 1949-début 1950, elle fait une tournée en Algérie et au Maroc avec entre autres Fausto Coppi et rencontre son futur mari basketteur à Bône où elle s'installe et continue à courir et à faire la promotion du cyclisme féminin.

## Palmarès
- 1948
  - Omnium féminin au Parc des Princes[19]
- 1949
  - Omnium féminin au Parc des Princes[20]
  - Omnium féminin à Genève
- 1950
  - Championne d'hiver de vitesse 1949-50[21]
  - Vice championne de Paris sur route[22]
  - Prix Eriam's[21]
  - Prix féminin d'ouverture[23]

- 1951
  - Trophée féminin de V Magazine[24]

## Vie privée
En 1950, elle se marie avec Yvan Teuma à Bône.